# تپه نوروزه
تپه نوروزه در شهرستان سلسله، بخش فیروزآباد، دهستان فیروزآباد، ۱/۷ کیلومتری جنوب غرب روستای زنگیوند واقع شده و این اثر در تاریخ ۲۲ اسفند ۱۳۸۵ با شمارهٔ ثبت ۱۸۲۴۲ به‌عنوان یکی از آثار ملی ایران به ثبت رسیده است.